# غاري كولينز (سياسي)
غاري كولينز (بالإنجليزية: Gary Collins)‏ هو سياسي أمريكي، ولد في 19 سبتمبر 1942 في بويسي في الولايات المتحدة. حزبياً، نشط في الحزب الجمهوري. وقد انتخب عضو مجلس نواب ايداهو.